# Čačak (općina)
Čačak je općine u Moravičkom okrugu koji se nalazi dijelom u zapadnoj Srbiji, a dijelom u Šumadiji. Središte općine je grad Čačak.

## Stanovništvo
Prema posljednjem službenom popisu stanovništva iz 2002. godine, općina Čačak imala je 117.072 stanovnika, raspoređenih u 58 naselja.
- Srbi – 114.208 (97,55 %)
- Crnogorci – 563 (0,48 %)
- Romi – 383 (0,32 %)
- Jugoslaveni – 299 (0,25 %)
- Makedonci – 127 (0,11 %)
- Hrvati – 109 (0,09 %)
- ostali – 241 (0,20 %)
- nacionalno neizjašnjeni – 472 (0,40 %)
- regionalno izjašnjeni – 5 (0,00 %)
- nepoznato – 665 (0,60 %)

## Naselja
Atenica, Baluga (Ljubićska), Baluga (Trnavska), Banjica, Beljina, Bečanj, Brezovica, Bresnica, Čačak, Donja Gorevnica, Donja Trepča, Goričani, Gornja Gorevnica, Gornja Trepča, Jančići, Ježevica, Jezdina, Katrga, Kačulice, Konjevići, Kukići, Kulinovci, Lipnica, Loznica, Ljubić, Međuvršje, Milićevci, Miokovci, Mojsinje, Mrčajevci, Mršinci, Ovčar Banja, Ostra, Pakovraće, Parmenac, Petnica, Preljina, Premeća, Pridvorica, Prijevor, Prislonica, Rajac, Rakova, Riđage, Rošci, Slatina, Sokolići, Stančići, Trbušani, Trnava, Vapa, Vidova, Viljuša, Vranići, Vrnčani, Vujetinci, Zablaće, Žaočani.